# Lesneven
Lesneven è un comune francese di 7 426 abitanti situato nel dipartimento del Finistère nella regione della Bretagna.

## Società

### Evoluzione demografica
Abitanti censiti